# Ivanovo (Viljevo)
Ivanovo is een plaats in de gemeente Viljevo in de Kroatische provincie Osijek-Baranja. De plaats telt 342 inwoners (2001).